# J.League Division 1 2005
La stagione 2005 è stata la tredicesima edizione della J.League Division 1, massimo livello del campionato giapponese di calcio.

## Avvenimenti

### Antefatti
Il precampionato vide un'importante riforma delle modalità di svolgimento della competizione: il lotto delle squadre, ora portato da 16 a 18, si affronta in un'unica fase con formula da disputarsi in un girone all'italiana andata e ritorno. Per quanto riguarda le retrocessioni, la terz'ultima classificata dovrà affrontare la terza classificata della seconda divisione in un play-off con gara di andata e ritorno, mentre le ultime due retrocedono automaticamente.
Per quanto riguarda i trasferimenti dei giocatori, il JEF United investì delle considerevoli somme per l'acquisto di Ilian Stojanov e Mario Haas, che andarono ad integrare una rosa mantenuta sostanzialmente invariata. Il Sanfrecce Hiroshima puntò sul giovane Hisato Satō, proveniente dal Vegalta Sendai, mentre Gamba Osaka e Tokyo Verdy potenziarono il proprio reparto avanzato puntando, rispettivamente, su Araújo (acquistato dallo Shimizu S-Pulse, che ripiegò su Marquinhos lasciato libero dal JEF United) e Washington (proveniente dall'Atlético Paranaense). Le due contendenti al titolo della stagione precedente, ovvero gli Yokohama F·Marinos e gli Urawa Red Diamonds, subirono invece delle modifiche marginali alle proprie rose, anche a causa dell'attesa della scadenza dei contratti di alcuni giocatori già acquistati (fra cui Tomislav Marić e Robson Ponte, acquistati dai Red Diamonds ma divenuti disponibili solo dopo l'inizio del girone di andata).

### Il campionato

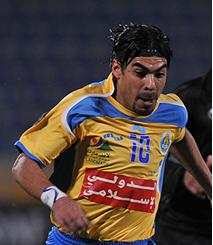
Araújo, attaccante del Gamba Osaka laureatosi capocannoniere del torneo con 33 reti all'attivo.

La prima squadra a prendere il comando della classifica fu il Kashima Antlers che, al quinto turno, sconfisse l'Omiya Ardija distanziando l'FC Tokyo. Nelle successive giornate la capolista aumenterà gradualmente il proprio vantaggio sino ad arrivare, alla tredicesima giornata, a +10 dal Gamba Osaka che nel frattempo si era proposto come principale rivale della lotta al titolo vincendo la concorrenza di Nagoya Grampus Eight e Sanfrecce Hiroshima. Le ultime battute del girone di andata vedranno il Kashima Antlers perdere progressivamente terreno con il Gamba Osaka che, dopo essere giunto al girone di boa con quattro punti di svantaggio sulla capolista, completerà la propria rimonta alla quinta di ritorno sconfiggendo quel Tokyo Verdy che, una settimana prima, aveva sconfitto il Kashima Antlers permettendo al Gamba Osaka di recuperare ulteriori punti. Da quel momento il Gamba Osaka, seppur con qualche battuta d'arresto, rimarrà saldamente in vetta al campionato: dopo aver pareggiato lo scontro diretto col Kashima Antlers del 24 settembre, la squadra gestirà il proprio vantaggio arrivando, a quattro giornate dalla conclusione, a +3 dal Kashima Antlers secondo e a +4 dal Cerezo Osaka che, grazie ad una lunga serie di risultati utili consecutivi, era giunto ad accreditarsi fra le candidate alla vittoria del titolo. In quel frangente il Gamba Osaka rimediò tuttavia tre sconfitte consecutive che, alla penultima giornata, permisero ai rivali cittadini del Cerezo di portarsi in vetta e a diverse squadre di inserirsi nel lotto delle pretendenti al titolo. L'ultima giornata risultò quindi determinante ai fini del verdetto finale, che fu favorevole al Gamba Osaka, riportatosi in vetta a causa di un pari del Cerezo contro un FC Tokyo ormai privo di obiettivi da raggiungere.
Sul fondo della classifica, proseguì la crisi decennale dei detentori della Coppa dell'Imperatore del Tokyo Verdy che, dopo aver incassato delle ampie sconfitte nell'arco del campionato scesero, con due turni di anticipo e per la prima volta nella sua storia, nella categoria cadetta. Seguì il Kashiwa Reysol che, dopo aver ottenuto con una giornata di anticipo la qualificazione ai playoff interdivisionale, perse il doppio confronto con il Ventforet Kofu ottenendo la prima retrocessione dopo l'ottenimento dello status di squadra professionistica. Chiuse la classifica il Vissel Kobe, in evidente ritardo sulle altre concorrenti alla salvezza già al termine del girone di andata.

## Squadre partecipanti

### Allenatori
| Squadra           | Allenatore                                          |                     | Squadra                                                              | Allenatore                                                          |
| ----------------- | --------------------------------------------------- | ------------------- | -------------------------------------------------------------------- | ------------------------------------------------------------------- |
| Albirex Niigata   | Yasuharu Sorimachi                                  |                     | Oita Trinita                                                         | Hwangbo Kwan (1ª-21ª) Arie Schans (22ª) Péricles Chamusca (23ª-34ª) |
| Cerezo Osaka      | Shinji Kobayashi                                    | Omiya Ardija        | Toshiya Miura                                                        |                                                                     |
| Gamba Osaka       | Akira Nishino                                       | Sanfrecce Hiroshima | Takeshi Ōno                                                          |                                                                     |
| JEF United        | Ivica Osim                                          | Shimizu S-Pulse     | Kenta Hasegawa                                                       |                                                                     |
| Júbilo Iwata      | Masakuni Yamamoto                                   | FC Tokyo            | Hiromi Hara                                                          |                                                                     |
| Kashima Antlers   | Toninho Cerezo                                      | Tokyo Verdy         | Osvaldo Ardiles (1ª-17ª) Nobuhiro Ishizaki (18ª) Vadão (19ª-34ª)     |                                                                     |
| Kashiwa Reysol    | Hiroshi Hayano                                      | Urawa Reds          | Guido Buchwald                                                       |                                                                     |
| Kawasaki Frontale | Takashi Sekizuka                                    | Vissel Kōbe         | Hideki Matsunaga (1ª-6ª) Émerson Leão (7ª-15ª) Pavel Řehák (16ª-34ª) |                                                                     |
| Nagoya Grampus    | Nelsinho Baptista (1ª-20ª) Hitoshi Nakata (21ª-34ª) | Yokohama F·Marinos  | Takeshi Okada                                                        |                                                                     |

## Classifica finale
|                     | Pos. | Squadra             | Pt | G  | V  | N  | P  | GF | GS | DR  |
| ------------------- | ---- | ------------------- | -- | -- | -- | -- | -- | -- | -- | --- |
| Giappone (bandiera) | 1.   | Gamba Osaka         | 60 | 34 | 18 | 6  | 10 | 82 | 58 | +24 |
|                     | 2.   | Urawa Reds          | 59 | 34 | 17 | 8  | 9  | 65 | 37 | +28 |
|                     | 3.   | Kashima Antlers     | 59 | 34 | 16 | 11 | 7  | 61 | 39 | +22 |
|                     | 4.   | JEF United          | 59 | 34 | 16 | 11 | 7  | 56 | 42 | +14 |
|                     | 5.   | Cerezo Osaka        | 59 | 34 | 16 | 11 | 7  | 48 | 40 | +8  |
|                     | 6.   | Júbilo Iwata        | 51 | 34 | 14 | 9  | 11 | 51 | 41 | +10 |
|                     | 7.   | Sanfrecce Hiroshima | 50 | 34 | 13 | 11 | 10 | 50 | 42 | +8  |
|                     | 8.   | Kawasaki Frontale   | 50 | 34 | 15 | 5  | 14 | 54 | 47 | +7  |
|                     | 9.   | Yokohama F·Marinos  | 41 | 34 | 12 | 12 | 10 | 41 | 40 | +1  |
|                     | 10.  | FC Tokyo            | 41 | 34 | 11 | 14 | 9  | 43 | 40 | +3  |
|                     | 11.  | Oita Trinita        | 43 | 34 | 12 | 7  | 15 | 44 | 43 | +1  |
|                     | 12.  | Albirex Niigata     | 42 | 34 | 11 | 9  | 14 | 47 | 62 | -15 |
|                     | 13   | Omiya Ardija        | 41 | 34 | 12 | 5  | 17 | 39 | 50 | -11 |
|                     | 14.  | Nagoya Grampus      | 39 | 34 | 10 | 9  | 15 | 43 | 49 | -6  |
|                     | 15.  | Shimizu S-Pulse     | 39 | 34 | 9  | 12 | 13 | 40 | 49 | -9  |
|                     | 16.  | Kashiwa Reysol      | 35 | 34 | 8  | 11 | 15 | 39 | 54 | -15 |
|                     | 17.  | Tokyo Verdy         | 30 | 34 | 6  | 12 | 16 | 40 | 73 | -33 |
|                     | 18.  | Vissel Kōbe         | 21 | 34 | 4  | 9  | 21 | 30 | 67 | -37 |

Legenda:

      Campione del Giappone e ammessa alla AFC Champions League 2006

      Retrocessa in J.League Division 2 2006

Note:
Tre punti a vittoria, uno a pareggio, zero a sconfitta.

## Risultati

### Spareggi promozione/salvezza
|                |     |                | Città e data              |
| -------------- | --- | -------------- | ------------------------- |
| Ventforet Kofu | 2-1 | Kashiwa Reysol | 7 dicembre 2005           |
|                |     |                |                           |
| Kashiwa Reysol | 2-6 | Ventforet Kofu | Kashiwa, 10 dicembre 2005 |

## Statistiche

### Classifica dei marcatori
| Gol | Rigori |  | Giocatore     | Squadra             |
| --- | ------ |  | ------------- | ------------------- |
| 33  |        |  | Araújo        | Gamba Osaka         |
| 22  | 5      |  | Washington    | Tokyo Verdy         |
| 18  | 1      |  | Edmilson      | Albirex Niigata     |
| 18  | 2      |  | Magno Alves   | Oita Trinita        |
| 18  |        |  | Hisato Satō   | Sanfrecce Hiroshima |
| 16  | 2      |  | Juninho       | Kawasaki Frontale   |
| 16  |        |  | Masashi Ōguro | Gamba Osaka         |

| Gol | Rigori |  | Giocatore        | Squadra         |
| --- | ------ |  | ---------------- | --------------- |
| 15  |        |  | Alex Mineiro     | Kashima Antlers |
| 13  |        |  | Robert Cullen    | Júbilo Iwata    |
| 12  | 5      |  | Yūki Abe         | JEF United      |
| 12  |        |  | Seiichirō Maki   | JEF United      |
| 12  |        |  | Ryōichi Maeda    | Júbilo Iwata    |
| 11  | 2      |  | Mitsuo Ogasawara | Kashima Antlers |